# Taraxacum quadrans
Taraxacum quadrans — вид квіткових рослин з родини айстрових (Asteraceae). Вид зростає в Європі: Чехія, Данія, Франція, Німеччина, Велика Британія, Ірландія, Нідерланди, Польща; це багаторічна рослина помірних біомів.